# 산빈첸초
산빈첸초(이탈리아어: San Vincenzo)는 이탈리아 토스카나주 리보르노도에 있는 코무네다. 피렌체에서 남서쪽 90km, 리보르노에서 남동쪽 50km 거리에 있다.

## 자매 도시
- 쿠바 과나보
- 독일 파키르셴
- 프랑스 생막시맹라상트봄